# اویزدتس (ناحیه سویتاوی)
اویزدتس (به چکی: Újezdec) یک منطقهٔ مسکونی در جمهوری چک است که در ناحیه سویتاوی واقع شده‌است. اویزدتس ۳٫۴۵ کیلومتر مربع مساحت و ۹۱ نفر جمعیت دارد و ۳۵۲ متر بالاتر از سطح دریا واقع شده‌است.